# 圣若翰洗者主教座堂 (查尔斯顿)
圣若翰洗者主教座堂（Cathedral of St. John the Baptist）是天主教查尔斯顿教区的主教座堂，位于查爾斯頓。
第一座教堂建于1854年，1861年12月毁于大火。新堂和旧堂都由建筑师帕特里克·基利设计。
没有内置的尖顶的大教堂和众多的装修工程施工过程中的时候。除了与编钟的尖顶的教堂终于完成了
主教座堂可坐720人，以弗朗茨·迈耶公司的花窗玻璃、手绘苦路,和新哥特式建筑著称，它奠基于1890年，1907年开放。由于缺乏资金，钟楼直到2010年3月25日才得以完成。

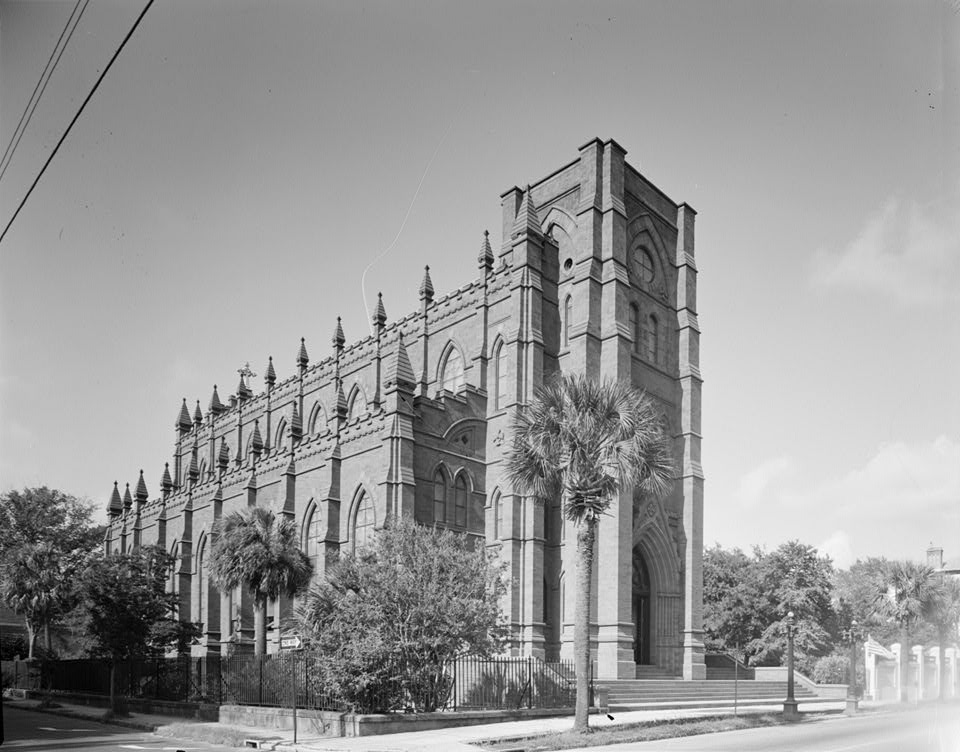
主教座堂在一百年间没有钟楼

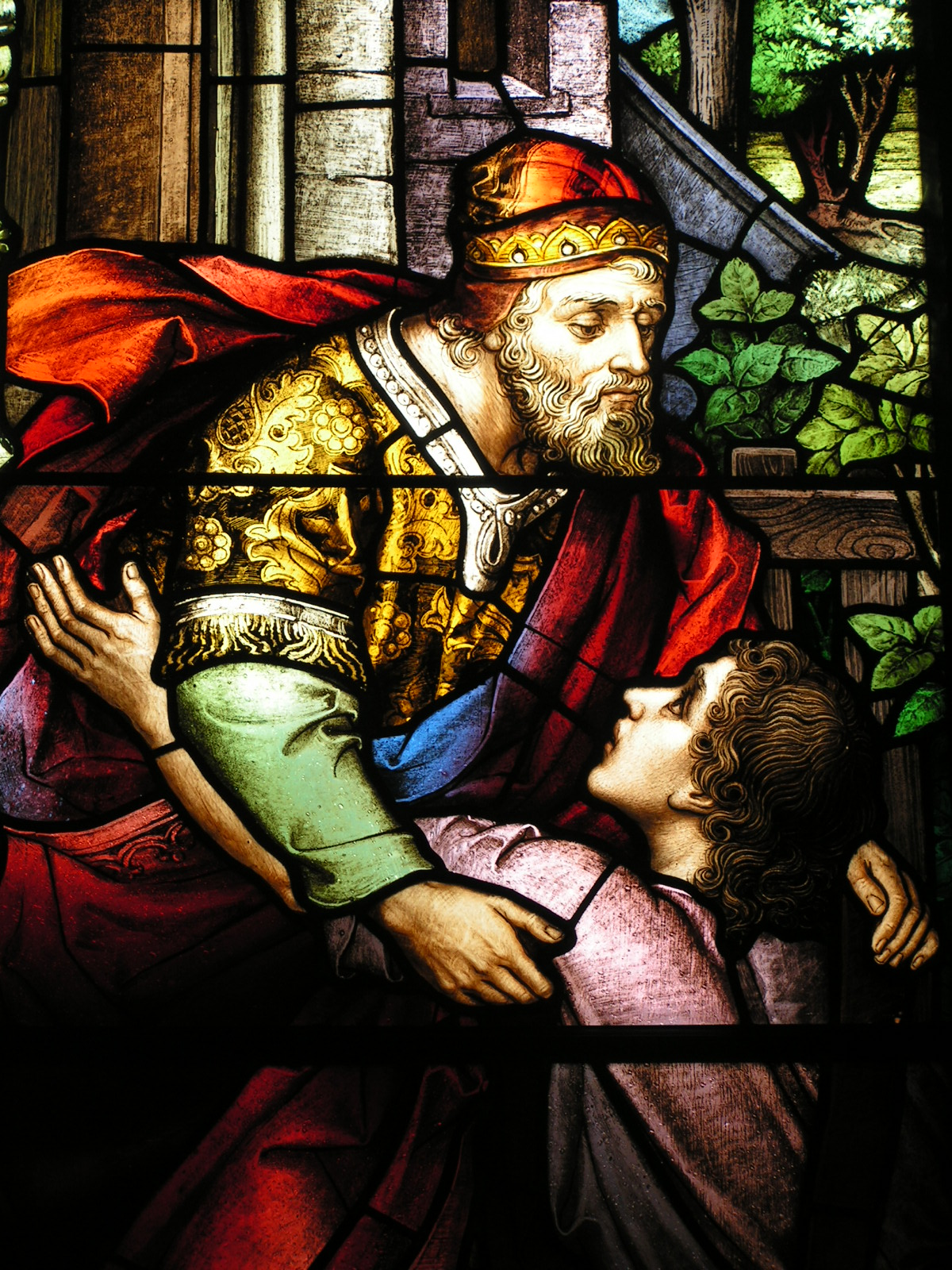
花窗玻璃